# Padre Max
Pour les articles homonymes, voir Sousa.
Padre Max, né Maximino Barbosa de Sousa, est un prêtre catholique portugais, candidat aux élections législatives de 1976 pour le parti Union démocratique populaire, mort assassiné le 3 avril 1976. Malgré quatre procès et de forts soupçons pesant sur le MDLP (pt), aucune condamnation n'a été prononcée.

## Éléments biographiques
Le 2 avril 1976, le père Max et une étudiante Maria de Lurdes Correia rentrent après avoir dispensé des cours du soir pour adultes à la maison de la Culture de Cumieira. Sur la route menant de Vila Real à la paroisse de Cumieira (pt), une bombe, placée sur la voiture, est actionnée à distance. Maria est tuée sur le coup, tandis que Max, tombe dans le coma peu de temps après son admission à l’hôpital. Il décède à 6h20, le lendemain, sans avoir repris connaissance.
Le Padre Max, professeur de lycée, avait accepté, quelque temps auparavant, d'être un candidat indépendant sur les listes de l'UDP pour les élections législatives de la fin du mois. Ancienne élève du prêtre, Maria de Lurdes, fille de parents émigrés en France, âgée de 19 ans, était une militante de l'UDP qui l'aidait pour les cours du soir et dans sa campagne électorale.
Le premier procès eut lieu l'année suivante mais fut classé, faute de preuves. Le procès fut rouvert, en 1989, par la Cour d'appel de Porto. Sept personnes, suspectées d'être responsable de l'attentat (trois pour responsabilité morale, quatre pour responsabilité matérielle), ont été présentées. Mais le procès fut une nouvelle fois classé, faute de preuves. En 1996, la Cour d'Appel de Porto rouvre une nouvelle fois le procès contre les quatre auteurs matériels de l'attentat, qui furent absous de nouveau faute de preuves. Ultérieurement, la Cour de cassation annule la décision et un nouveau procès commence le 21 janvier 1999. Toutefois, personne n'est condamné même si le tribunal reconnait la responsabilité du MDLP (pt) dans l'attaque.

### Hommages
Intégré dans les commémorations du quarantième anniversaire de la Révolution des Œillets, une rue de Vila Real, la rua Padre Max, est inaugurée en hommage à Maximino Barbosa de Sousa, assassiné en 1976. La décision du conseil municipal de rendre hommage au père Max, fait suite à une proposition d'élus du Bloc de gauche, lors du conseil de septembre 2013, approuvée par la majorité,.
À Vila Real, le 3 avril 2016, l'UDP s'est réuni à l'occasion du quarantième anniversaire de la mort de Maximino Barbosa de Sousa et de Maria de Lurdes Correia. En présence de quelques dizaines de personnes, le président de l'association Mário Durval et le député Luís Fazenda (pt) ont lu un discours. Une gerbe de fleurs a été déposée sur leurs tombes ainsi que quelques œillets rua Padre Max. À cette occasion une citation du père Max est mis en exergue « Servir o povo sem nunca se servir dele » (Servir le peuple sans jamais se servir de lui).